# Vorra
Vorra – miejscowość i gmina w Niemczech, w kraju związkowym Bawaria, w rejencji Środkowa Frankonia, w regionie Industrieregion Mittelfranken, w powiecie Norymberga, wchodzi w skład wspólnoty administracyjnej Velden. Leży w Okręgu Metropolitarnym Norymbergi, w Jurze Frankońskiej, około 30 km na północny wschód od Norymbergi i ok. 15 km na północny wschód od Lauf an der Pegnitz, nad rzeką Pegnitz, przy linii kolejowej Monachium – Berlin.

## Dzielnice
W skład gminy wchodzą następujące dzielnice: 
- Vorra
- Alfalter
- Düsselbach
- Artelshofen (zob. zamek w Artelshofen)

## Polityka
Wójtem jest Volker Herzog (SPD). Rada gminy składa się z 12 członków:
|      | CSU | SPD | FWG |   | Lista Gminy | Razem |
| 2002 | 4   | 4   | 2   | 2 | 12 miejsc   |       |